# Omloop Het Nieuwsblad 2020
De 75e editie van de wielerwedstrijd Omloop Het Nieuwsblad vond plaats op 29 februari 2020. De start was in Gent en de finish in Ninove. De editie voor de vrouwen werd voor de vijftiende keer georganiseerd.

## Mannen

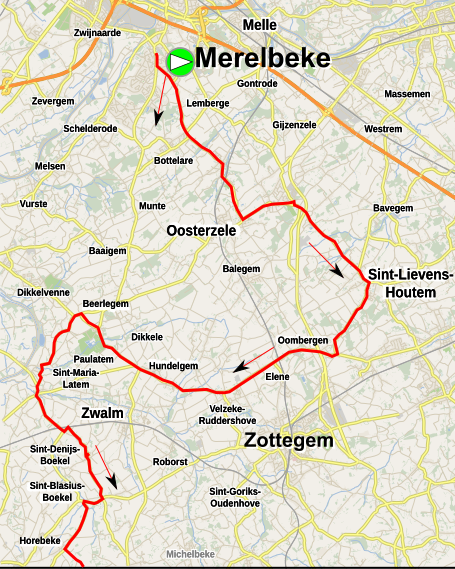
Deel 1 van het parcours

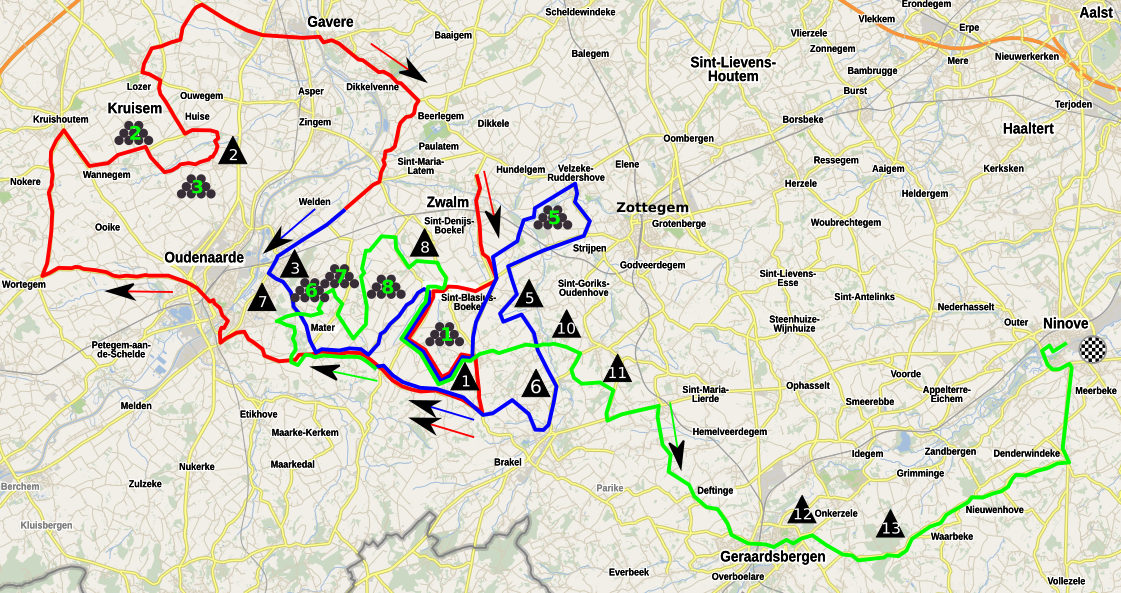
Deel 2 van het parcours

### Deelnemende ploegen
De Omloop Het Nieuwsblad maakt deel uit van de UCI World Tour-kalender van 2020.

### Uitslag
| Plaats  | Naam                 | Ploeg                 | tijd     |
| ------- | -------------------- | --------------------- | -------- |
| Winnaar | Jasper Stuyven       | Trek-Segafredo        | 5u03'24" |
| 2       | Yves Lampaert        | Deceuninck–Quick-Step | z.t.     |
| 3       | Søren Kragh Andersen | Team Sunweb           | + 6"     |
| 4       | Matteo Trentin       | CCC Team              | + 39"    |
| 5       | Tim Declercq         | Deceuninck–Quick-Step | + 1'28"  |
| 6       | Mike Teunissen       | Team Jumbo-Visma      | z.t.     |
| 7       | Oliver Naesen        | AG2R La Mondiale      | z.t.     |
| 8       | Philippe Gilbert     | Lotto Soudal          | z.t.     |
| 9       | Stefan Küng          | Groupama-FDJ          | z.t.     |
| 10      | Florian Sénéchal     | Deceuninck–Quick-Step | z.t.     |
| 11      | Wout van Aert        | Team Jumbo-Visma      | z.t.     |
| 12      | Jempy Drucker        | BORA-hansgrohe        | z.t.     |
| 13      | Greg Van Avermaet    | CCC Team              | z.t.     |
| 14      | Tiesj Benoot         | Team Sunweb           | z.t.     |
| 15      | Frederik Frison      | Lotto Soudal          | z.t.     |
| 16      | Jürgen Roelandts     | Movistar Team         | z.t.     |
| 17      | Silvan Dillier       | AG2R La Mondiale      | z.t.     |
| 18      | Dylan Teuns          | Bahrain McLaren       | z.t.     |
| 19      | Aimé De Gendt        | Circus-Wanty-Gobert   | z.t.     |
| 20      | Lukas Pöstlberger    | BORA-hansgrohe        | + 2'10"  |

## Vrouwen

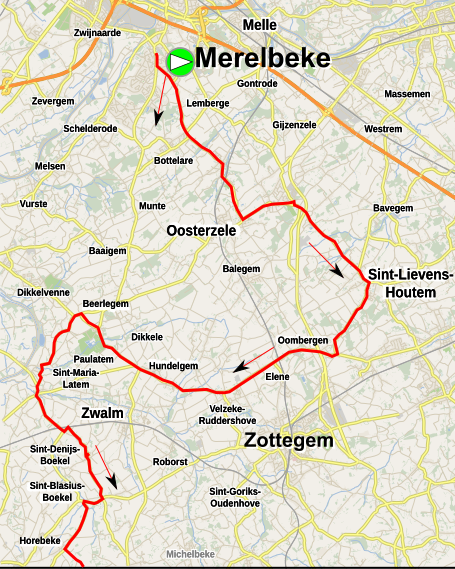
Deel 1 van het parcours

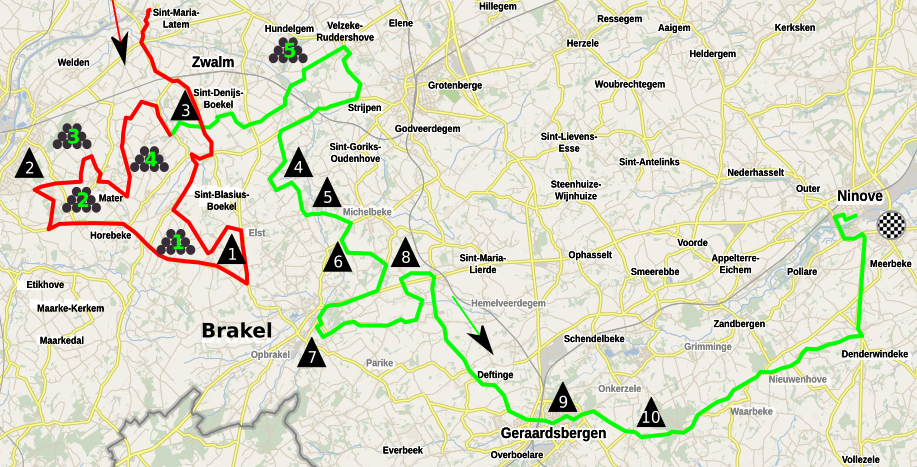
Deel 2 van het parcours

### Deelnemende ploegen
| UCI-World Tourteams                | UCI-teams                 | UCI-teams            |
| ---------------------------------- | ------------------------- | -------------------- |
| Alé BTC Ljubljana                  | Biehler Krush Pro Cycling | Team Hitec Products  |
| Canyon-SRAM                        | Bigla-Katjoesja           | Lotto Soudal Ladies  |
| CCC-Liv                            | Boels Dolmans             | Multum Accountants   |
| FDJ Nouvelle-Aquitaine Futuroscope | Casa Dorada Women Cycling | NXTG Racing          |
| Mitchelton-Scott                   | Chevalmeire               | Parkhotel Valkenburg |
| Movistar Team                      | Ciclotel                  | Team Tibco           |
| Team Sunweb                        | Doltcini-Van Eyck Sport   | Valcar-Cylance       |
| Trek-Segafredo                     | Drops                     | WCC Cycling          |

### Uitslag
| Plaats  | Naam                        | Ploeg             | tijd     |
| ------- | --------------------------- | ----------------- | -------- |
| Winnaar | Annemiek van Vleuten        | Mitchelton-Scott  | 3u34'55" |
| 2       | Marta Bastianelli           | Alé BTC Ljubljana | + 42"    |
| 3       | Floortje Mackaij            | Team Sunweb       | z.t.     |
| 4       | Chantal van den Broek-Blaak | Boels Dolmans     | z.t.     |
| 5       | Ellen van Dijk              | Trek-Segafredo    | + 44"    |
| 6       | Lizzy Banks                 | Bigla-Katjoesja   | + 1'13"  |
| 7       | Eugenia Bujak               | Alé BTC Ljubljana | z.t.     |
| 8       | Chloe Hosking               | Rally Cycling     | + 1'30"  |
| 9       | Jip van den Bos             | Boels Dolmans     | z.t.     |
| 10      | Aude Biannic                | Movistar Team     | z.t.     |
|         |                             |                   |          |
| 43      | Valerie Demey               | CCC-Liv           | 4'28     |

1945 · 1946 · 1947 · 1948 · 1949 · 1950 · 1951 · 1952 · 1953 · 1954 · 1955 · 1956 · 1957 · 1958 · 1959 · 1960 · 1961 · 1962 · 1963 · 1964 · 1965 · 1966 · 1967 · 1968 · 1969 · 1970 · 1971 · 1972 · 1973 · 1974 · 1975 · 1976 · 1977 · 1978 · 1979 · 1980 · 1981 · 1982 · 1983 · 1984 · 1985 · 1986 · 1987 · 1988 · 1989 · 1990 · 1991 · 1992 · 1993 · 1994 · 1995 · 1996 · 1997 · 1998 · 1999 · 2000 · 2001 · 2002 · 2003 · 2004 · 2005 · 2006 · 2007 · 2008 · 2009 · 2010 · 2011 · 2012 · 2013 · 2014 · 2015 · 2016 · 2017 · 2018 · 2019 · 2020 · 2021 · 2022 · 2023 · 2024 · 2025
Tour Down Under ·
Great Ocean Road Race ·
Ronde van de Verenigde Arabische Emiraten ·
Omloop Het Nieuwsblad ·
Parijs-Nice · 
Strade Bianche ·
Ronde van Polen ·
Milaan-San Remo ·
Ronde van Lombardije ·
Critérium du Dauphiné ·
Bretagne Classic ·
Ronde van Frankrijk ·
Tirreno-Adriatico · 
BinckBank Tour ·
Waalse Pijl ·
Ronde van Italië ·
Luik-Bastenaken-Luik ·
Gent-Wevelgem ·
Ronde van Vlaanderen ·
Ronde van Spanje ·
Driedaagse Brugge-De Panne

afgelaste wedstrijden: Parijs-Roubaix ·
Ronde van Guangxi ·
Ronde van Catalonië ·
E3 BinckBank Classic ·
Dwars door Vlaanderen ·
Ronde van het Baskenland ·
Eschborn-Frankfurt ·
Ronde van Romandië ·
Ronde van Zwitserland ·
Clásica San Sebastián ·
RideLondon Classic ·
EuroEyes Cyclassics ·
GP Quebec ·
GP Montreal ·
Amstel Gold Race